# Sterbekreuz

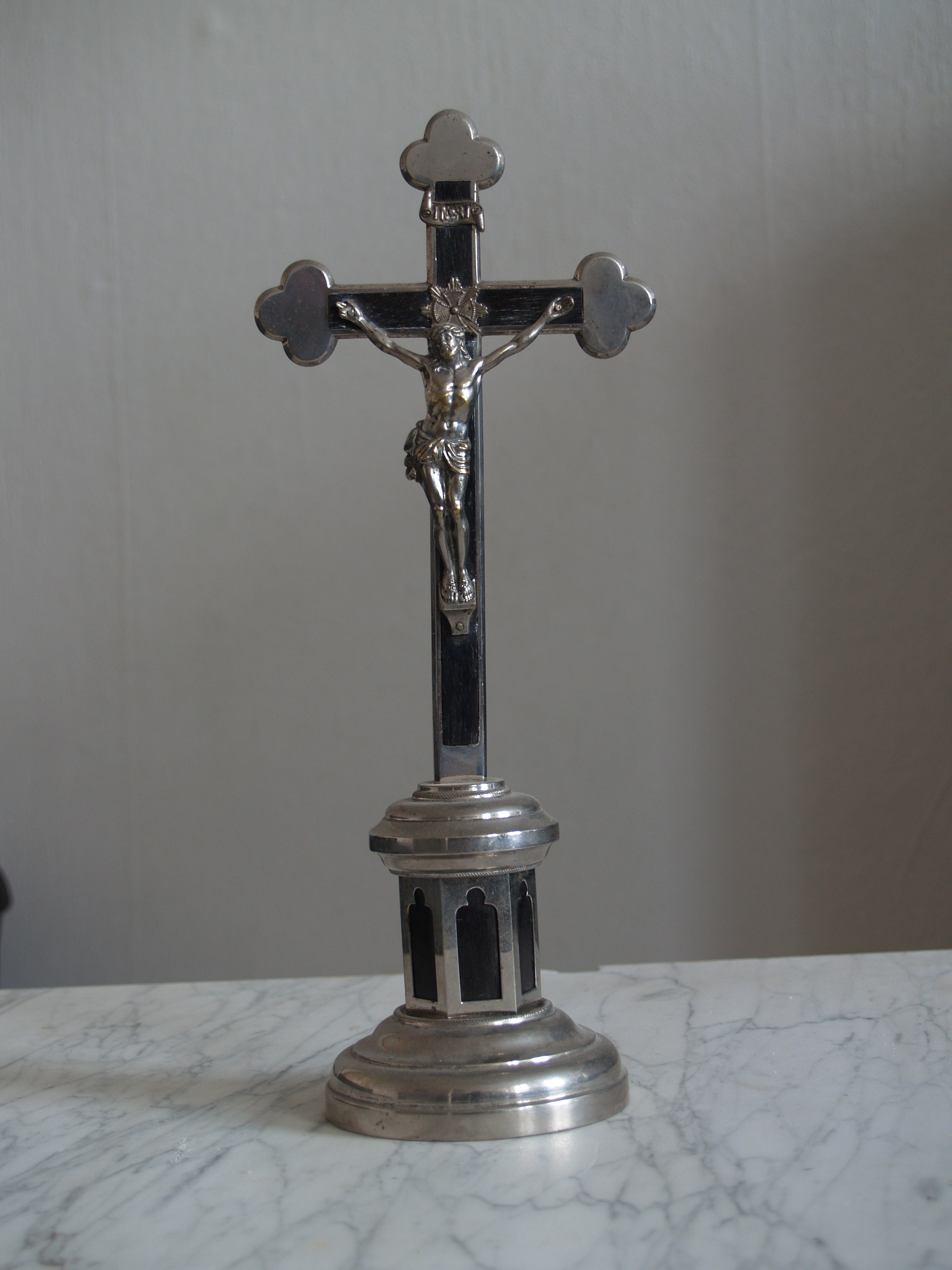
Aufstellkreuz aus der Mitte des 19. Jahrhunderts als Sterbekreuz

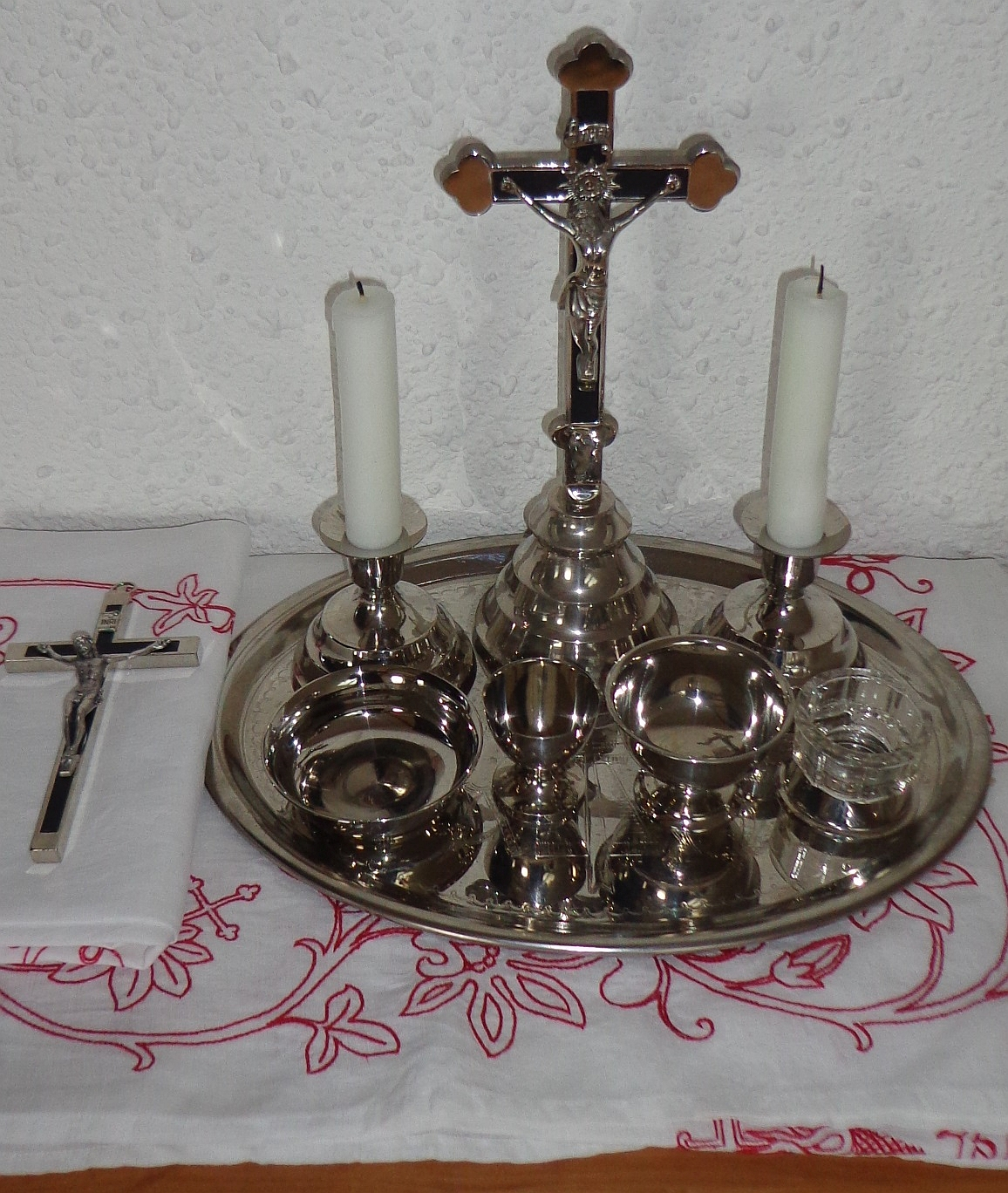
Versehgarnitur, links ein Festhaltekreuz als Sterbekreuz, darunter zusammengefaltete Tücher

Das Sterbekreuz ist ein religiöser Gegenstand (Devotionalie) in der katholischen Kirche. Es ist ein Kruzifix, meistens in Form eines Lazaruskreuzes, das dem Sterbenden gezeigt oder (zum Kuss) gereicht wird. Durch den Verweis auf Lazarus soll dem Sterbenden die Verheißung auf die Auferstehung verdeutlicht werden.

## Festhaltekreuz
Das Festhaltekreuz steht in der Tradition des Sterbekreuzes, das Schwerkranken in die Hand gegeben wird, wenn der Augenblick des Todes naht. Auch denen, die dem Sterbenden beistehen, soll es eine Hilfe sein. 

## Aufstellkreuz
Das Aufstellkreuz wird im Zimmer des Sterbenden, meist an seiner Seite aufgestellt, sodass er es immer sehen kann, oft stellt man auch zwei brennende Kerzen neben das Kreuz. Das Kreuz soll dem Sterbenden Mut und Kraft geben. Es bleibt auch beim Toten, wenn er aufgebahrt wird.

## Versehgarnitur
Die Versehgarnitur benutzte früher der Priester bei der Spendung der Krankensalbung. Die Garnitur beinhaltet ein Aufstellkreuz, ein Festhaltekreuz und Schälchen für Öl und Reinigung. Sie war oft Bestandteil im Haushalt einer Familie.